# كارل كيلهاو
كارل كيلهاو (بالنرويجية البوكمول: Carl Keilhau)‏ هو صحفي وكاتب وشاعر نرويجي، ولد في 25 يوليو 1919، وتوفي في 20 ديسمبر 1957.